# Xian de Nanling
Le xian de Nanling (南陵县 ; pinyin : Nánlíng Xiàn) est un district administratif de la province de l'Anhui en Chine. Il est placé sous la juridiction de la ville-préfecture de Wuhu.

## Démographie
La population du district était de 537 880 habitants en 1999.

## Réseau routier
La route nationale 318 (ou G318), d'une longueur de 5 476 kilomètres, qui relie Shanghai à la frontière népalaise, traverse le xian.